# Trnávka (přítok Hasinského potoka)
Trnávka je potok a pravostranný přítok Hasinského potoka v okrese Mladá Boleslav ve Středočeském kraji. Délka jeho toku činí zhruba 5,4 km. Plocha jeho povodí měří 6,8 km².

## Průběh toku
Potok pramení jižně od Lhotek, poblíž Telibského dvora, na Chloumeckém hřbetu. Teče převážně jihovýchodním směrem. Ze hřbetu odtéká prohlubujícím se údolím. Krátce po vývěru napájí Hluboký rybník, první ze soustavy sedmi většinou menších rybníků na svém toku. Třetí rybník v pořadí je napájen také levostranným přítokem, který předtím sám napájí vedlejší rybník. Poslední dva rybníky jsou pojmenované Plíhal a větší Pilový rybník (jižně od něj je ještě další rybníček na pravostranném přítoku), který je již v zástavbě obce Ujkovice. Po opuštění obce se potok stáčí k severovýchodu a ústí do velkého Borečovského rybníka, a tím do Hasinského potoka.

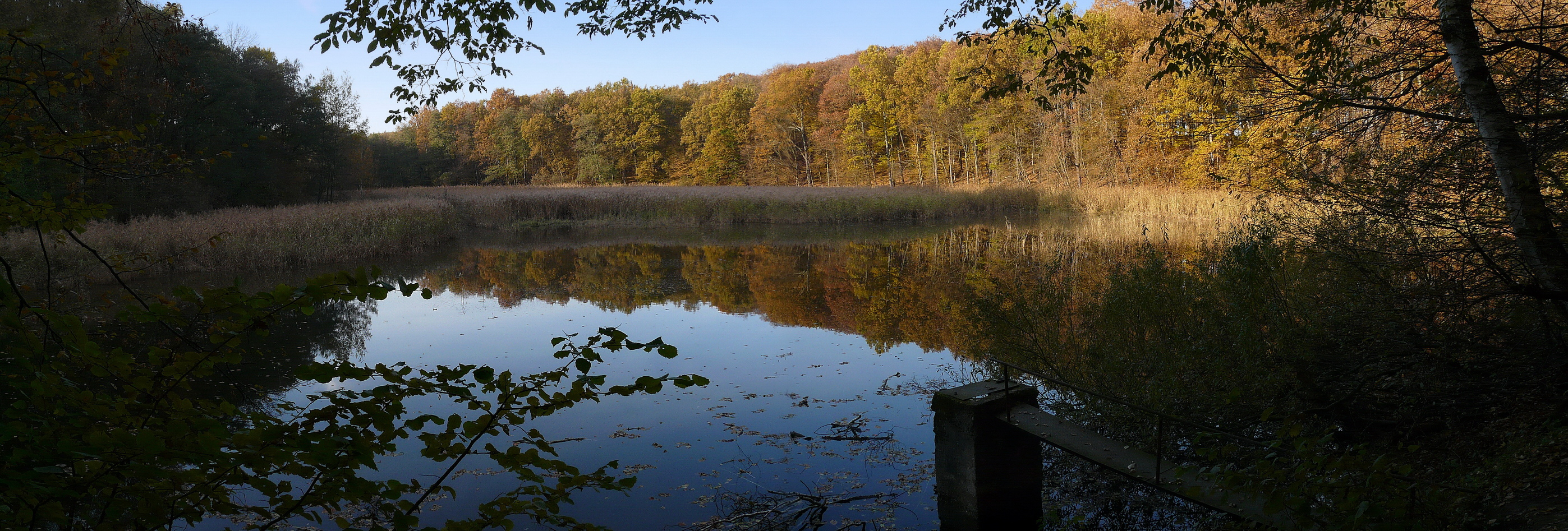
Rybník Plíhal